# Saved from the Titanic
Saved from the Titanic (coneguda com A Survivor From the Titanic al Regne Unit) és una pel·lícula muda estatunidenca dirigida per Étienne Arnaud i estrenada el 16 de maig del 1912. És protagonitzada per Dorothy Gibson, una supervivent real del Titànic. La pel·lícula es va gravar en menys de dues setmanes, en blanc i negre, i algunes escenes a color. S'hi van utilitzar imatges reals dels supervivents arribant a Nova York amb el vaixell RMS Carpathia.
El film s'ha perdut, com que l'única còpia va ser destruïda en un incendi dels estudis Éclair el 1914. Només se'n conserven uns quants fotogrames de producció apareguts a les revistes Moving Picture News i Motion Picture World mostrant escenes de la família i una figura de Dorothy davant d'un mapa de l'Atlàntic Nord, que apunta a la localització del Titanic.

## Argument
Els pares de Dorothy i Jack, el seu promès i sots-oficial de la marina, s'assabenten que el Titanic es va enfonsar. Dorothy hi viatjava i no saben si ha sobreviscut. Una vegada arribada a casa, els pot explicar en una sèrie de salts enrere el que va succeir. Després de veure que la seva filla s'ha salvat pels pèls, la mare de Dorothy demana al seu futur gendre que abandoni la marina, ja que sinó la seva futura esposa viurà amb un neguit constant. El promès hi reflexiona i decideix que no pot abandonar la marina, com que considera el seu deure servir el seu país. El pare accepta la seva decisió i beneeix el matrimoni.

## Repartiment
- Dorothy Gibson (Dorothy)
- Alec B. Francis (Pare)
- Julia Stuart (Mare)
- John G. Adolfi (Jack, promès de Dorothy)
- William R. Dunn (Amic de Jack)
- Guy Oliver (Amic de Jack)
- Muriel Ostriche[7]
- Isabel Lamon (amiga de Dorothy)

## Producció
Una primera idea de produir un film sobre el Titanic va venir de Jules Brulatour, un dels productors de l'Éclair Film Company que en aquell moment tenia un affair amb Dorothy Gibson. La productora va enviar un equip a filmar l'arribada del RMS Carpathia, el vaixell que va rescatar la majoria dels nàufrags. Aquestes es van combinar amb escenes del capità del Titanic Edward Smith al pont del RMS Olympic, amb imatges de la botadura del Titanic el 1911 i amb imatges que disposava la productora d'icebergs. El 22 d'abril es va estrenar el documental que va ser un gran succés.
Aquest succès comerical va convèncer Brulatour del potencial del tema i va rodar una nova pel·lícula. Aprofita el fet que disposava d'un testimoni directe d'una supervivent de l'enfonsament. Es va rodar als estudis de l'Éclair a Fort Lee i a bord d'un vaixell de transport abandonat al port de Nova York i es va completar en una menys d'un mes.
Gibson era clarament traumatitzada i vàries vegades va esclatar en plors durant la filmació, ja que bona part del guió era purament la seva pròpia experiència en el naufragi. Per afegir a l'aire d'autenticitat de la pel·lícula, fins i tot va portar la mateixa roba en la qual va ser rescatada. L'estructura de la pel·lícula pretenia ressaltar la credibilitat de la història mitjançant la integració de material documental i la presència d'una autèntica supervivent com a narradora. El públic havia vist anteriorment els supervivents del desastre només com a objectes que no coneixien, com a part d'una història explicada per algú altre. Gibson, per contra, donava veu a una supervivent real.
El film va ser una dels primers a utilitzar color. Malgrat que va ser filmada en blanc i negre majoritàriament, dues escenes van ser filmades en color: l'escena on Dorothy torna amb els seus pares després que sigui donada per morta, i l'última escena en la qual el pare beneeix el matrimoni de la seva filla.